# Pseudogriphoneura flavipennis
Pseudogriphoneura flavipennis är en tvåvingeart som beskrevs av Charles Howard Curran 1928. Pseudogriphoneura flavipennis ingår i släktet Pseudogriphoneura och familjen lövflugor.
Artens utbredningsområde är Jamaica. Inga underarter finns listade i Catalogue of Life.